# Sara Tavares
Sara Alexandra Lima Tavares (Lisboa, 1 de febrer de 1978 - Lisboa, 19 de novembre de 2023), coneguda com a Sara Tavares, va ser una cantautora, pianista, percussionista i guitarrista portuguesa, coneguda per la seva participació al Festival de la Cançó d'Eurovisió 1994.

## Trajectòria
Va néixer a Lisboa el 1978. Pertanyent a la segona generació de descendents de Cap Verd. El seu pare va emigrar als Estats Units i la seva mare va tornar a Cap Verd per criar els seus germans petits, mentre Sara Tavares va romandre a Portugal amb una anciana portuguesa. Va créixer a Pragal, al municipi d'Almada.
El 1993 va participar al concurs televisiu Chuva de Estrelas. Va guanyar el Festival RTP da Canção de 1994 amb la cançó Chamar a música, pel que va ser la representant de Portugal en el Festival de la Cançó d'Eurovisió 1994 celebrat a Dublín, on va obtenir el vuitè lloc, una de les millors classificacions de Portugal al certamen europeu.
El 1996 va gravar el seu primer àlbum, amb influències pop, gospel, funk i soul, juntament amb el primer cor gospel de Portugal, Shout, que ella havia fundat. Aquest mateix any, va versionar la banda sonora en portuguès d'El geperut de Nôtre Dame, el que li va valer un premi Disney a la millor versió, i va gravar poc després la versió portuguesa d'Hèrcules.
El 1998 va actuar a l'Exposició Universal de Lisboa en un homenatge al compositor George Gershwin. A l'any següent, va llançar Mi Ma Bo, el seu segon disc, que va ser produït pel congolès Lokua Kanza, i en què aprofundeix més en les seves arrels africanes i manté el pop melòdic. El 2005 va editar Balancê, àlbum en el qual també va explorar les seves arrels capverdianes.
El 2009 li van diagnosticar un tumor cerebral. El 2012, va participar en l'Africa Festival de la ciutat alemanya de Würzburg i va col·laborar en un concert homenatge a Cesária Évora.
La seva música inclou influències africanes, estatunidenques i portugueses. Al llarg de la seva carrera, Tavares va actuar a diversos països, com Espanya, Alemanya, Polònia, Japó, Canadà o Estats Units. A més, va col·laborar amb altres artistes com Ana Moura, Ala dos namorados, Herman José, Dany Silva, Paulo Flores, Nelly Furtado, Nuno Guerreiro, Júlio Pereira, Tiago Bettencourt o Gil do Carmo, entre d'altres. També va participar en el disc homenatge al cantant portuguès Carlos do Carmo.
El 2017 va editar Fitxadu, on va seguir aprofundint en la música capverdiana amb fusió pop, folk i country, juntament amb artistes com Paulo Flores, Manecas Costa, Nancy Vieira, Toty Sa'Med, Kalaf Epalanga, Virgili Varela, Princezito, Bilan i Loony Johnson. A l'any següent, va ser jurat del Festival de la Cançó de Portugal. El 2018 va participar juntament amb altres artistes portuguesos a l'actuació de l'interval de la final del Festival d'Eurovisió, que es va celebrar a Lisboa.
El 2021, va parlar obertament de la seva bisexualitat. Va morir a l'Hospital da Luz a Lisboa als 45 anys com a conseqüència d'un tumor de cervell.

## Reconeixements
El 1994, amb quinze anys, va guanyar la primera edició de la versió portuguesa del concurs Chuva de Estrelas. Aquest mateix any, va guanyar el Festival de la Cançó de Portugal.
Amb el segon disc, va ser disc d'or a Portugal. El 2000, va ser la guanyadora del Globus d'Ir en la categoria de millor artista/nou disc', i es va convertir en la primera artista negra a aconseguir-ho. El 2005, va ser nominada com a millor artista revelació en els BBC Radio 3 Awards for World Music. Aquell mateix any, va obtenir un disc de platí pel seu àlbum Balancê.
El 2011, va rebre el premi a la millor veu femenina als Cabo Verde Music Awards. A l'any següent, va obtenir el premi a la trajectòria a l'Africa Festival pel seu àbum Xinti.
Va estar nominada en els premis Grammy Llatins de 2018, en la categoria de millor àlbum de música d'arrels en llengua portuguesa per Fitxadu (2017).

## Discografia
- 1994, Chamar a Música
- 1996, Sara Tavares & Shout (EP)
- 1999, Mi Ma Bô
- 2001, Canções de Embalar
- 2004, Novo Homem Na Cidade
- 2006, Balancê
- 2008, Alive! in Lisboa
- 2009, Xinti
- 2017, Fitxadu